# Montrichardia
Montrichardia é um género botânico pertencente à família Araceae.

## Espécies
- Montrichardia arborescens
- Montrichardia linifera